# Kaimar Saag
Kaimar Saag (* 5. August 1988 in Viljandi) ist ein estnischer Fußballspieler, der zurzeit beim estnischen Erstligisten Paide Linnameeskond unter Vertrag steht.

## Karriere

### Verein
Saag kam aus der Jugend des FC Levadia Tallinn in die 1. Mannschaft und schaffte es, sich dort zu etablieren. In der Saison 2007 wurde er kurzzeitig an Kalev Tallinn ausgeliehen. Ab der Saison 2008/09 spielte er beim dänischen Klub Silkeborg IF und wechselte im Sommer 2012 zum Vejle Boldklub Kolding. 2014 wechselte Saag in die Superettan zum Assyriskan FF, wo er die Rückrunde verbrachte, bevor er im Sommer 2015 für eine Saison zum FC Levadia zurückkehrte. Im Februar 2016 unterschrieb er einen Vertrag beim norwegischen Drittligisten Nybergsund IL-Trysil und wechselte zur Saison 2018 in die erste färöische Liga zu B36 Torshavn. Nach dieser Saison war er zunächst vereinslos und kehrte nach Estland zurück, wo er sich dem Zweitligisten JK Viljandi anschloss. Mit Beginn des Jahres 2022 wechselte Saag nochmals in die estnische Meistriliiga zu Paide Linnameeskond und wurde dort estnischer Pokalsieger 2022.

### Nationalmannschaft
Für die Nationalmannschaft Estland bestritt er zwischen 2007 und 2014 insgesamt 46 Länderspiele, in denen er drei Tore erzielte. Sein Debüt gab er am 8. September 2007 im EM-Qualifikationsspiel gegen Kroatien.

## Erfolge
- Estnischer Meister: 2006, 2007
- Estnischer Pokalsieger: 2005, 2007
- Färöischer Pokalsieger: 2018